# ZKS Stal Stalowa Wola
El Zakładowy Klub Sportowy Stal Stalowa Wola és un club de futbol polonès de la ciutat de Stalowa Wola.

## Història
El club va ser fundat el 1938 sota l'impuls de les indústries metal·lúrgiques poloneses. Evolució del nom:
- 1938: KS [Klub Sportowy] Stalowa Wola
- 1944: ZKS [Związkowy Klub Sportowy] Stalowa Wola
- 1947: ZKSM [Związkowy Kub Sportowy Metalowców] Metal Stalowa Wola
- 1949: ZKS [Związkowy Klub Sportowy] Stal Stalowa Wola
- 1952: KS [Koło Sportowe] Stal Stalowa Wola
- 1957: Międzyzakładowy KS Stal Stalowa Wola
- 1958: ZKS [Zakładowy Klub Sportowy] Stal Stalowa Wola
- 2010: Stal Stalowa Wola Piłkarska Spółka Akcyjna